# Cantonul Arc-en-Barrois
Cantonul Arc-en-Barrois este un canton din arondismentul Chaumont, departamentul Haute-Marne, regiunea Champagne-Ardenne, Franța.

## Comune
| Comune              | Populație (1999) | Cod poștal | Cod INSEE |
| ------------------- | ---------------- | ---------- | --------- |
| Arc-en-Barrois      | 898              | 52210      | 52017     |
| Aubepierre-sur-Aube | 215              | 52210      | 52022     |
| Bugnières           | 110              | 52210      | 52082     |
| Coupray             | 160              | 52210      | 52146     |
| Cour-l'Évêque       | 211              | 52210      | 52151     |
| Dancevoir           | 234              | 52210      | 52165     |
| Giey-sur-Aujon      | 145              | 52210      | 52220     |
| Leffonds            | 285              | 52210      | 52282     |
| Richebourg          | 284              | 52120      | 52422     |
| Villiers-sur-Suize  | 242              | 52210      | 52538     |